# تولیو دی میلو
تولیو وینیسیوس فروئس دی میلو (به پرتغالی: Túlio Vinícius Fróes de Melo) بازیکن فوتبال در پست مهاجم اهل برزیل است که در شهر Montes Claros و در تاریخ ۳۱ ژانویهٔ ۱۹۸۵ به دنیا آمده‌است.

## باشگاهی
تولیو دی میلو در تیم‌های فوتبال اتلتیکو مینیرو، لو مان، پالرمو، لیل، رئال وایادولید و شاپه‌کوئنزه سابقهٔ حضور دارد.